# جوزيبي سافيريو بولي
جوزيبي سافيريو بولي (بالإنجليزية: Giuseppe Saverio Poli)‏ (و. 1746 – 1825 م) هو فيزيائي، وأحيائي، وعالم طبيعة، وعالم رخويات، وعالم حشرات ولد في مولفتا .
توفي في نابولي، عن عمر يناهز 79 عاماً.

## التعليم
تعلم في جامعة بادوا